# Sant'Agnese fuori le Mura
Sant'Agnese fuori le Mura ("Sankta Agnes utanför murarna") är en fornkristen basilika i norra Rom. Kyrkan är invigd åt den unga jungfrumartyren Agnes. Den första kyrkobyggnaden på denna plats uppfördes vid mitten av 300-talet. Kyrkans främsta sevärdhet är dess absidmosaik, utförd på 630-talet. Kyrkan är belägen vid Via di Sant'Agnese i Quartiere XVII Trieste i nordöstra Rom.
I kyrkan vördas den heliga Agnes reliker.

## Bilder

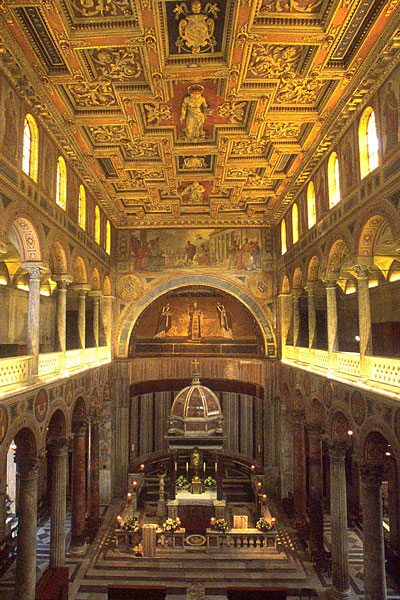
Interiören.
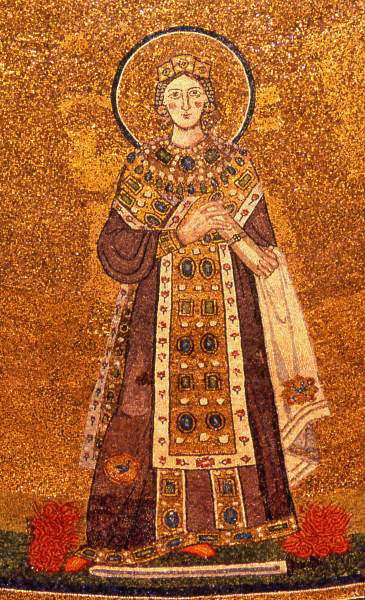
Den heliga Agnes, detalj av absidmosaiken.